# Hội chứng Mendelson
Hội chứng Mendelson là viêm phối hóa chất hay viêm phổi hít do hít chất lạ vào phổi trong thời gian mê, nhất là trong giai đoạn mang thai. Các chất hít vào có thể có dịch vị (dịch dạ dày), máu, mật, nước, hay một phức hợp các chất vừa nêu.
Năm 1946, Curtis Lester Mendelson đã đăng một bài báo về tình trạng hít phải các chất chứa trong dạ dày vào phổi trong thủ thuật gây mê sản khoa trên tạp chí sản phụ khoa Hoa Kỳ. Báo cáo về việc phát hiện ra 66 trường hợp mắc phải trong 43,000 thai phụ, tương đương với tỷ lệ mắc là 1: 660. Ngày nay, tỷ lệ mắc bệnh có giảm rất nhiều nhưng nó vẫn là một trong các nguyên nhân gây tử vong thường gặp nhất trong gây mê sản khoa. Đây là một hội chứng có thể gặp trong nhiều chuyên khoa khác không riêng gì trong sản khoa, tuy nhiên, do các sản phụ thường không được chuẩn bị tốt (bụng trống, không cho ăn uống...) cho cuộc mổ bắt con nên tỷ lệ mắc phải hội chứng này trong sản khoa cao hơn các chuyên khoa khác.

### I. Bệnh sinh
Nếu chất hít phải đủ độ toan (pH < 2.5) và đủ thể tích thì các triệu chứng sẽ xảy ra. Nhu mô phổi sẽ bị viêm, có vai trò trung gian của cytokine và dẫn đến viêm phổi hóa chất (chemical pneumonia).

### II. Dịch tễ học
Tỷ lệ mắc cụ thể vẫn chưa được xác định. Năm 1975, tỷ lệ mắc được ghi nhận là 1 trong 1100 các trường hợp được phẫu thuật (bao gồm cả ngoại khoa và sản khoa). Số lượng sản phụ chết vì hội chứng Mendelson's vẫn duy trì ở mức 10 trường hợp mỗi năm tại Anh.

### III. Biểu hiện
Bệnh nhân mắc hội chứng Mendelson (Mendelson's Syndrome) sẽ rời vào tình trạng rất xấu trong khoảng 30 đến 60 phút sau khi hít vào phổi. Các triệu chứng xuất hiện rất nhanh sau gây mê. Có thể là do đặt nội khí quản khó khăn và sự kiểm soát nôn mửa không thể thực hiện được. Chỉ khoảng 25 mL dịch dạ dày là đã có thể gây nên hội chứng này.

#### Các dấu hiệu sớm:
- Xanh tím
- Tim nhanh
- Phù phổi nặng
- Co thắt phế quản thường xảy ra
- Tụt áp
- Giảm thể tích máu do cô đặc máu

#### Tiếp đến là suy tim và đi kèm với:
- Tăng áp động mạch phổi
- Giảm trao đổi khí ở phổi
- Giảm oxy động mạch
- Toan chuyển hóa nặng (thường xảy ra muộn)
- Nhiễm trùng (không đặc hiệu)
- X quang ngực cho thấy có phù phổi và xẹp phổi (tuy nhiên thường có rất ít sự tương đồng giữa tình trạng phổi và hình ảnh trên phim phổi)
X quang ngực của 1 trường hợp viêm phổi hít: https://yhoctonghop.vn/wp-content/uploads/2018/07/x-quang-hoi-chung-mendelson-mendelsons-syndrome.jpg

### IV. Chẩn đoán phân biệt
- Thuyên tắc ối
- Thuyên tắc phổi
- Những nguyên nhân khác gây sốc và suy tuần hoàn bao gồm:
+ Nhau bong non
+ Bệnh tim
+ Những bệnh phổi khác như hen, tràn khí
+ Xuất huyết dưới nhện

### V. Cận lâm sàng
- Huyết đồ
- Khí máu động mạch
- Cấy máu, cấy đàm ...
- X quang ngực
- Siêu âm
- CT scan (tất cả trường hợp)
- Soi phế quản ...

### VI. Những yếu tố và điều kiện thuận lợi
Những trường hợp bị mất ý thức như gây mê, đặt nội khí quản khó khăn sẽ làm tăng nguy cơ hít phổi. Ống thông dạ dày mũi cũng làm tăng nguy cơ và làm giảm hiệu quả của nghiệm pháp Sellick. Tóm lại, những điều kiện thuận lợi bao gồm:
- Trào ngược dạ dày thực quản
- Những trường hợp mất ý thức như gây mê, ngất
- Đặt nội khí quản
- Nôn ói kéo dài
- Ống thông mũi dạ dày

### VII. Điều trị
- Corticosteroid (mặc dù hiệu quả vẫn còn bàn cải)
- Thông khí nhân tạo
- Điều trị hỗ trợ
+ Kiểm soát dịch, điện giải
+ Thuốc: giãn phế quản, lợi tiểu, các phương pháp điều trị suy tim ...
+ Điều trị các biến chứng khác nếu có
- Kháng sinh (không bắt buộc)

### VIII. Biến chứng
- Hội chứng suy hô hấp cấp (ARDS)
- Viêm phổi vi trùng
- Viêm mủ màng phổi
- Rò phế quản màng phổi
- Xơ hóa mô kẽ lan tỏa

### IX. Tiên lượng
Tỷ lệ tử vong là khoảng 60%, và có thể chuyển sang hội chứng suy hô hấp cấp hoặc những biến chứng khác có tỷ lệ tử vong cao hơn.
Nguồn: https://yhoctonghop.vn/hoi-chung-mendelson-mendelsons-syndrome